# Dora Maar
Dora Maar (født Henriette Theodora Markovitch 22. november 1907 i Paris - 16. juli 1997 i Paris) var en fransk fotograf og maler, der bedst er kendt for at være Picassos muse og elskerinde, men derudover også var en del af den surrealistiske bevægelse.

## Biografi
Dora Maar blev født i Paris, men voksede op i Buenos Aires i Argentina, hvor hun boede med sin familie i årene 1910 til 1925. I 1926 flytter hun og familien tilbage til Frankrig, hvor hun bliver indskrevet på Union centrale des arts décoratifs og på École de photographie. , inden hun bliver optaget på Académie Julian, hvor kvinder får den samme uddannelse som mændene får på École nationale supérieure des Beaux-Arts. Det er i denne periode, at hun forkorter sit navn til Dora Maar. I 1935 bliver hun introduceret til Pablo Picasso, som hun herefter dels arbejder sammen med kunstnerisk og dels er hans elskerinde. Maar tilbringer det meste af 2. verdenskrig i Paris, hvor hun i 1943 bryder den erotiske forbindelse med Picasso, da han møder Francoise Gilot. I 1944 får hun et nervøst sammenbrud, som det tager hende næsten 2 år at komme sig over. I 50'erne rejser hun frem og tilbage mellem Paris og Menerbes, hvor hun har et sommerhus. Dora Maar dør i Paris 16. juli 1997.